# Phaeophyceae
La classe Phaeophyceae comprende le cosiddette alghe brune. Esse sono organismi complessi da un punto di vista anatomico e morfologico, sempre pluricellulari, quasi esclusivamente marini e che prediligono acque fredde e ben ossigenate.
Comprendono circa 250 generi per un totale di oltre 1500 specie. Alcune specie, come Ascophyllum nodosum, hanno un'importanza commerciale tale da giustificare studi specifici in proposito.

## Descrizione
Le alghe brune esibiscono una grande varietà di forme e dimensioni. I membri più piccoli del gruppo crescono come filamenti di celle lunghi pochi centimetri, ma alcune specie hanno addirittura uno stadio della loro vita in cui consistono solo di poche cellule, rendendo così l'alga microscopica.
Alcune specie raggiungono dimensioni ragguardevoli e possono diventare l'elemento più cospicuo del loro habitat, come l'Ascophyllum nodosum. Le dimensioni in questi casi vanno dal poco più di mezzo metro della Postelsia, alla gigantesca Macrocystis pyrifera, una tra le alghe più grandi che può superare i 45 m di lunghezza. Possono raggrupparsi per formare una sorta di cuscini, tappeti di fronde tra loro intrecciate e galleggianti come i sargassi, delicate e soffici trecce come l'Ectocarpus o ramificazioni a ventaglio come la Padina pavonica.

## Caratteristiche
Contengono clorofilla a e clorofilla c, caroteni (in particolare betacarotene) e grandi quantità di xantofille come pigmenti accessori. Tra queste la fucoxantina è quella responsabile della colorazione di queste alghe.
Questa varietà di pigmenti consente di effettuare la fotosintesi clorofilliana a differenti profondità negli oceani dove lo spettro luminoso sfruttabile non è completo.
I loro cloroplasti sono rappresentati da membrane fotosintetiche raggruppate in lamelle formate da 3 tilacoidi.
Hanno una parete formata da acido alginico nella parte più esterna e cellulosa nell'interno.
La sostanza di riserva principale è il laminarano (un polisaccaride), che ha localizzazione citoplasmatica e non plastidiale.
Hanno due tipi di talli:
- aplostico (forma più semplice), in cui le divisioni cellulari avvengono in un'unica direzione dello spazio formando filamenti;
- plostico (forma più complessa), le divisioni cellulari avvengono in tutte e tre le direzioni dello spazio.

Sono solitamente le alghe di dimensioni maggiori e si possono trovare galleggiare in acqua grazie a delle strutture dette cisti ricche di aria o di olio. Il fatto che siano così esposte alla luce solare non è un problema per il disseccamento, perché producono delle sostanze mucillaginose, tra le quali alginati, che fanno in modo che le cellule di queste alghe siano sempre ben idratate.

## Esempi

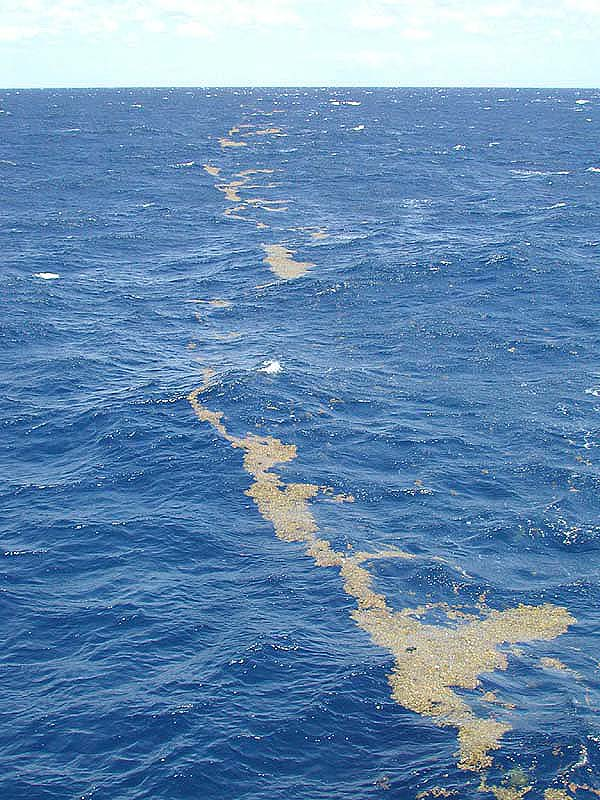
Mar dei Sargassi con i caratteristici tappeti di alghe brune che gli danno il nome.

Le laminariali sono uno degli ordini in cui sono suddivise le alghe brune.
Possiedono un tallo plostico di tipo parenchimatico, in cui è necessario un sistema di trasporto dei prodotti della fotosintesi dalle zone illuminate dell'alga in cui vengono sintetizzati alle zone in cui vengono utilizzate.
Il tallo delle laminariali si divide in 3 parti:
- aptero, che ancora l'alga al substrato (simile ad una radice);
- cauloide, simile al fusto delle piante superiori. Questa parte è formata da due zone concentriche:  la cortex esternamente formata da cellule che secernono sostanze mucillaginose per evitare l'essiccamento durante la bassa marea, e la medulla internamente formata da cellule che hanno il compito di trasferire i materiali organici sulla superficie del tallo.
- filloide, costituente le fronde.

Alle alghe brune appartengono anche i sargassi (Sargassum), caratterizzati dalle aerocisti, ovvero cellule piene di gas che permettono il galleggiamento delle fronde ed evitano che queste si spezzino.
Le fronde sono l'unica parte fotosintetizzante di queste alghe e contengono le solenocisti, cellule allungate e slargate, ricche di vacuoli che permettono il passaggio di sostanze nutritive. La funzione di trasporto è simile a quella del floema nelle piante superiori.

## Usi
Le alghe brune sono usate in agricoltura come fertilizzanti organici; nell'industria cosmetica, farmaceutica, tessile, della carta e delle vernici.
Inoltre, per il loro contenuto in 
alginati (dei ficocolloidi: composti che conferiscono viscosità alle soluzioni) vengono utilizzati nell'industria alimentare, per esempio per la produzione di gelati, in quanto impediscono la formazione di cristalli di ghiaccio anche a basse temperature.
Inoltre l'acido alginico estratto dalle alghe è indicato nelle diete, visto che riduce il senso di fame e l'assorbimento di grassi e zuccheri.